# RCW 118
RCW 118 è una piccola nebulosa a emissione visibile nella costellazione dello Scorpione.
Si individua circa 3,5° a nord della stella η Scorpii, in un campo ricchissimo della Via Lattea, oscurato in parte da dense nubi di polveri. Trovandosi a declinazioni moderatamente australi, la sua osservazione è possibile prevalentemente dalle regioni dell'emisfero australe terrestre, mentre dall'emisfero boreale può essere osservata senza difficoltà solo a sud del 40º parallelo nord.
RCW 118 consiste in una nebulosa ad anello di tenue luminosità, causata dall'espulsione di notevoli quantità di materia dalla stella di Wolf-Rayet WR 85; la sua distanza è stimata attorno ai 2800 parsec (9130 anni luce), in una regione remota del Braccio del Sagittario. La nebulosa appare inoltre circondata da un grande involucro di idrogeno neutro (HI) la cui massa sarebbe pari a circa 1900 M⊙; questa struttura, del diametro di circa 42 parsec, si sarebbe originata a causa dell'impatto del forte vento stellare di WR 85 sul denso mezzo interstellare circostante.